# The Brink
The Brink es el segundo álbum de estudio de la banda de indie rock australiana The Jezabels. El álbum fue grabado en Londres con el productor Dan Grech-Marguerat. El primer sencillo «The End» fue lanzado el 18 de octubre de 2013, con su video musical subido en el canal de YouTube oficial del grupo el 14 de noviembre. La pista alcanzó el # 81 en la lista Australian ARIA Singles Chart. El álbum debutó en el # 2 en ARIA Albums Chart de Australia. Ha recibido críticas mixtas de los críticos en general.

## Lista de canciones
Todas las canciones escritas por Hayley Mary, Heather Shannon, Sam Lockwood, y Nik Kaloper.

| N.º | Título                   | Duración |  |
| 1.  | «The Brink»              | 4:46     |  |
| 2.  | «Time to Dance»          | 4:38     |  |
| 3.  | «Look of Love»           | 4:01     |  |
| 4.  | «Beat to Beat»           | 4:16     |  |
| 5.  | «Angels of Fire»         | 4:02     |  |
| 6.  | «No Country»             | 4:33     |  |
| 7.  | «The End»                | 4:00     |  |
| 8.  | «Got Velvet»             | 4:26     |  |
| 9.  | «Psychotherapy»          | 4:44     |  |
| 10. | «All You Need»           | 4:58     |  |
| 11. | «Marianne» (bonus track) | 3:48     |  |